# 麻布 (地名)

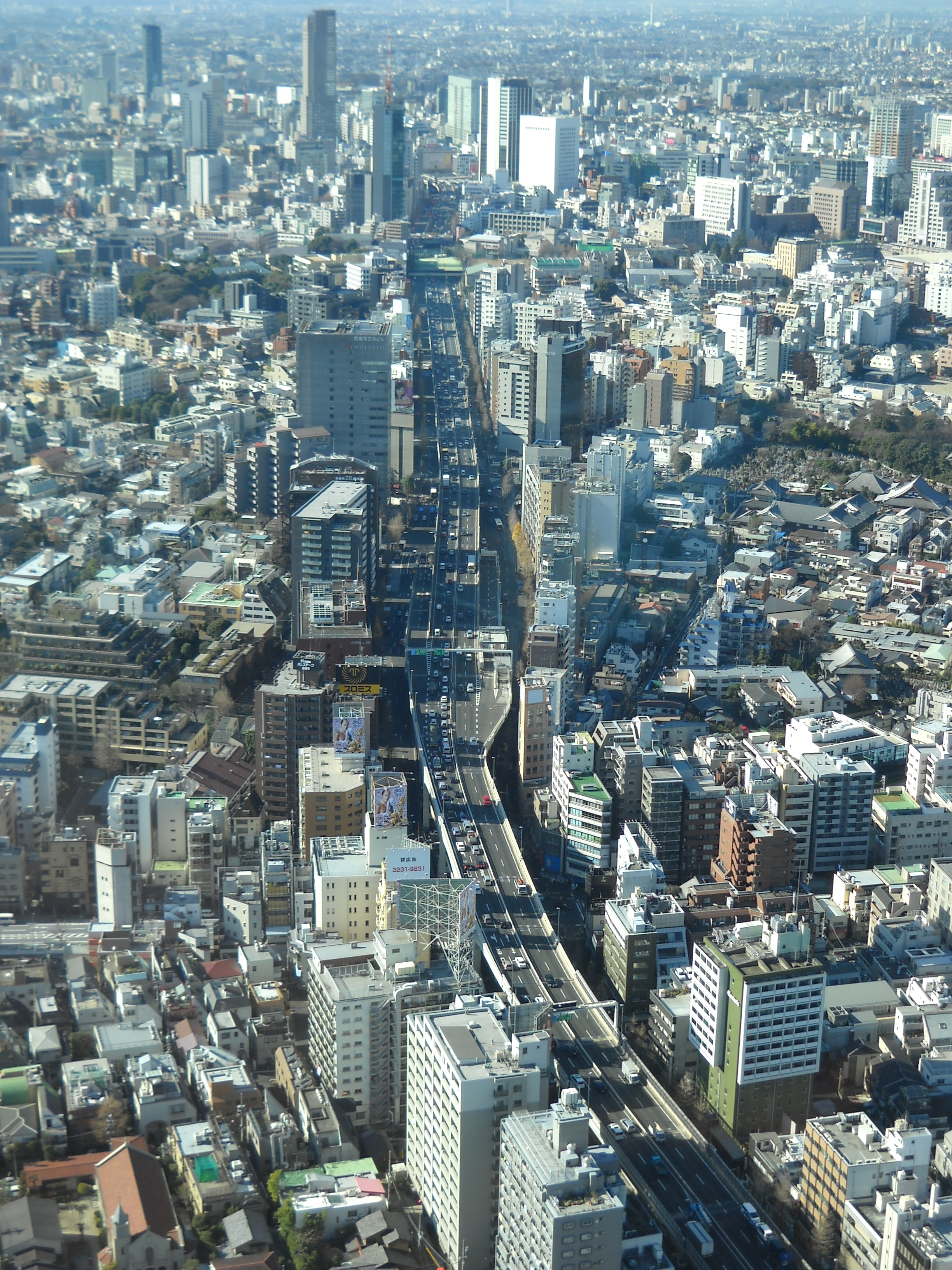
麻布

麻布（日语：／ Azabu */?）是日本東京港區其中一個區域，約與舊麻布區相同。區分為東麻布、麻布台、麻布狸穴町、麻布永坂町、麻布十番、南麻布、元麻布、西麻布。

## 概要
麻布一詞最早可追溯至江戶時代元祿時期。
麻布區域內山之手台地與谷地交錯，以住宅區為主，高地多為高價地段。低地的幹道沿線高層公寓林立。
地理上的麻布地區以古川為界，地勢高低起伏形成許多坡道。
高地為閑靜的住宅地，低地因自古以來職人的移入形成獨自的文化（麻布十番與東麻布）。
直到近年地下鐵開通前，不方便的交通與地形讓人有隱密的印象。暗闇坂與狸穴等地名反映了一般人對此的印象。
過去，麻布地區内的車站只有六本木站與南麻布邊界的廣尾站，鐵路交通十分不便。但2000年（平成12年），南北線/大江戶線麻布十番站、大江戶線赤羽橋站、三田線/南北線白金高輪站相繼開業，地下鐵讓本地交通更加便利。

## 歷史
麻布周邊的貝塚顯示這裡自繩文時代起就有人類活動。彌生時代開始農業活動。
712年，竹千代稻荷（現在的十番稻荷）創建。824年，空海主持的麻布山善福寺開山。939年，源經基向冰川神社勸請，在此設立神社（1659年移至現址）。
江戶時代初期，這裡是農村與寺社的門前町。隨著武家屋敷的建立、江戶人口增加與都市擴大化，此地開始設町管理。1729年，馬場從芝遷至麻布，稱十番馬場。馬場的遷移伴隨著馬市的建立，麻布十番逐漸興盛。
1859年，美國公使館設於善福寺。明治時代，鐵道馬車開通。台地上的高級住宅區與低地的小型工商業分別發展。大正時代，以麻布十番為中心的花街、演藝場、電影院、百貨公司等成為有名的娛樂中心之一。第二次世界大戰時遭受大規模空襲，戰後重建。
1949年（昭和24年），麻布十番溫泉開業。
戰後，地下鐵日比谷線的開通計畫讓銀座擔心顧客流失而發起反對運動要求變更路線。然而，結果卻是造成六本木客源流失，陷入長期停滯。2000年（平成12年），南北線開通以及麻布十番站開設，加上站前商店街內的六本木新城完工，恢復其昔日的繁榮景象。現在的麻布是東京具代表性的住宅區，許多藝人、名人、財界人士居住於此。

### 麻布區
麻布區是港區的前身（東京市之行政區）之一。1878年施行郡區町村編制法，東京府域劃分為15區6郡之際成立。其範圍約與今日冠以「麻布」之町（麻布十番・麻布台・南麻布等8町）和六本木一丁目～六丁目之町域一致。

### 沿革
- 1878年（明治11年）

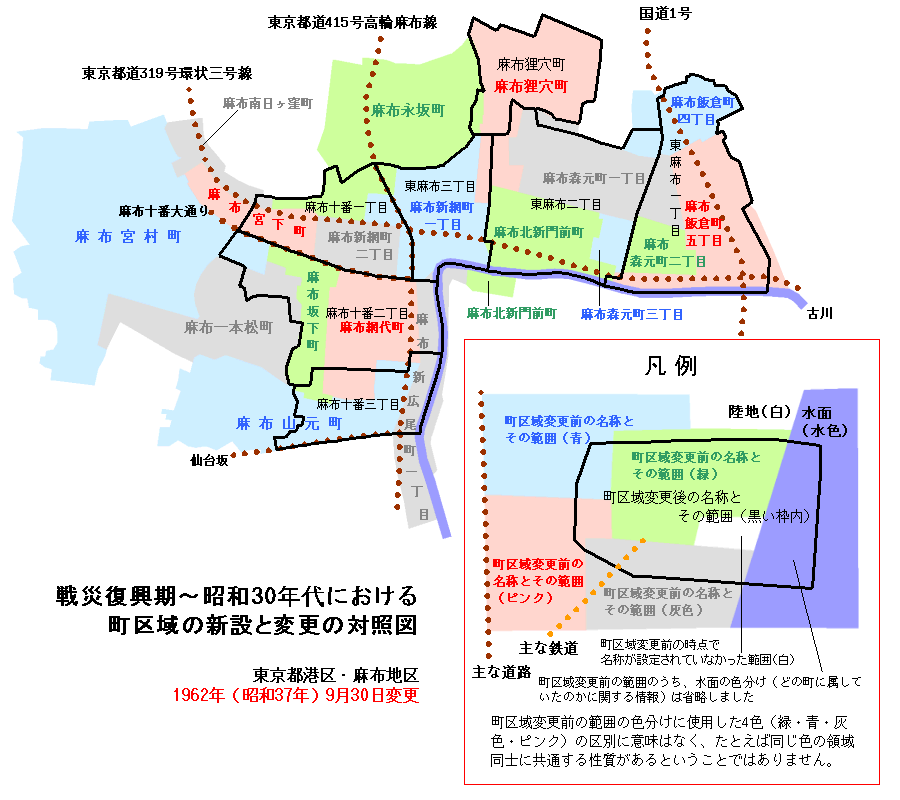
1962年區劃整理前後的町名與町區域對照圖

  - 11月2日：郡區町村編制法（日语：郡区町村編制法）施行，東京15區之一的麻布區成立。
- 1889年（明治22年）
  - 5月1日：東京府内施行市制、町村制，東京市成立。麻布區成為東京市行政區。
- 1943年（昭和18年）
  - 7月1日：東京都制（日语：東京都制）施行，廢除東京府與東京市。麻布區成為東京都行政區。
- 1947年（昭和22年）
  - 3月15日：芝區、麻布區・赤坂區三區合併成立港區。舊麻布區域町名冠上「麻布」。
  - 5月3日：地方自治法施行，港區成為特別區。
- 1962年（昭和37年）
  - 9月30日：區劃整理、町名地番整理。
- 1966年（昭和41年）
  - 4月1日：南麻布實施住居表示。
  - 7月1日：元麻布實施住居表示。
- 1967年（昭和42年）
  - 1月1日：西麻布實施住居表示。
- 1974年（昭和49年）
  - 1月1日：麻布台1、2丁目實施住居表示。
- 1976年（昭和51年）
  - 10月1日：麻布台3丁目實施住居表示。
- 1978年（昭和53年）
  - 9月1日：麻布十番實施住居表示。
- 1981年（昭和56年）
  - 4月1日：東麻布實施住居表示。

## 麻布地區

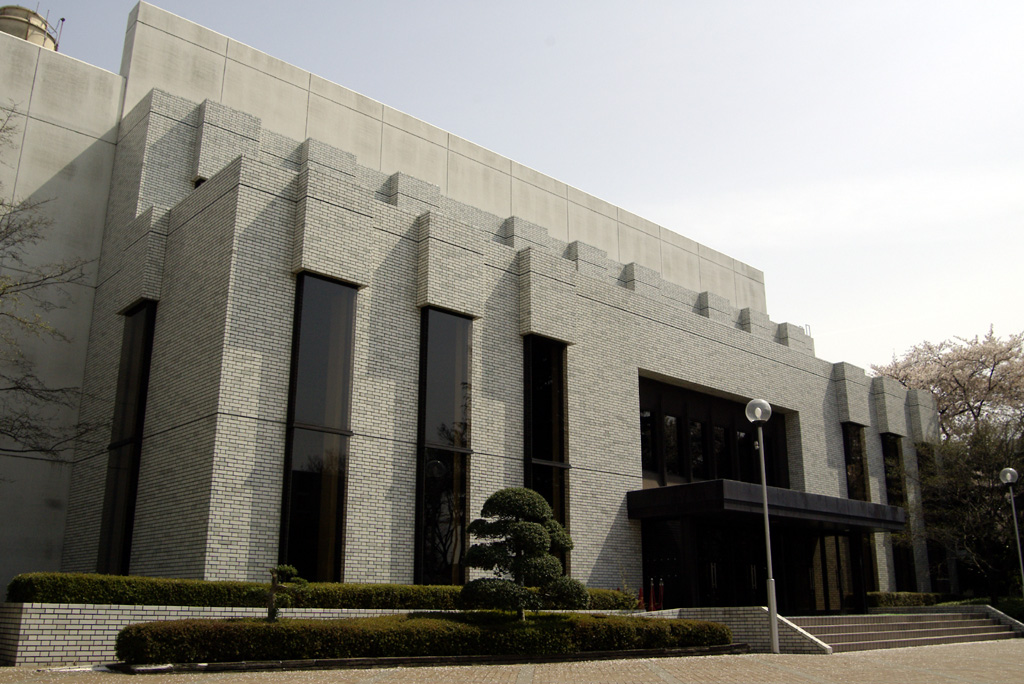
電氣通信大學

冠以「麻布」之町名
- 麻布十番（あざぶじゅうばん）
- 麻布台（あざぶだい）
- 麻布永坂町（あざぶながさかちょう）
- 麻布狸穴町（あざぶまみあなちょう）

- 西麻布（にしあざぶ）
- 東麻布（ひがしあざぶ）
- 南麻布（みなみあざぶ）
- 元麻布（もとあざぶ）

未冠以「麻布」之町名
- 六本木（ろっぽんぎ）

## 學校
- 若葉會幼稚園（日语：若葉会幼稚園）
- 麻布みこころ幼稚園
- 港區立麻布小學校（日语：港区立麻布小学校）
- 港區立本村小學校（日语：港区立本村小学校）
- 港區立東町小學校
- 港區立笄小學校
- 港區立高陵中學校（日语：港区立高陵中学校）
- 麻布中學校、高等學校
- 東洋英和女學院（日语：東洋英和女学院）幼稚園、小學部、中學部、高等部、大學院、本部
- 港區立六本木高等學校
- 廣尾學園中學校、高等學校（日语：広尾学園中学校・高等学校）（舊順心女子學園（日语：順心女子学園）中學校、高等學校）
- 西町國際學校（日语：西町インターナショナルスクール）
- 自治大學校（日语：自治大学校）
- 天普大學

## 建築、觀光景點
- 紅鞋女孩きみちゃん
- 元麻布之丘（日语：元麻布ヒルズ）
- 善福寺（日语：善福寺 (東京都港区)）
- MAHARAJA（日语：マハラジャ (ディスコ)）
- 六本木新城
- 有栖川宮紀念公園
- National麻布（ナショナル麻布）
- 東京都立中央圖書館
- 天現寺
- 日本經緯度原點（日语：日本経緯度原点）
- RF廣播日本東京支社
- 愛育醫院
- 東京草地網球俱樂部（東京ローンテニスクラブ）
- 麻布稅務署（日语：税務署）
- 東京美國俱樂部（日语：東京アメリカンクラブ）
- 富士軟片本社
- 長谷寺（日语：長谷寺 (東京都港区)）

## 大使館
有許多國家的駐日大使館設於此地區。
- 阿根廷駐日大使館
- 奥地利駐日大使館
- 瑞士駐日大使館
- 中国驻日大使馆
- 德國駐日大使館
- 芬蘭駐日大使館（日语：駐日フィンランド大使館）
- 法國駐日大使館
- 駐日大使館
- 希腊駐日大使館
- 伊朗駐日大使館
- 圣马力诺駐日大使館

- 韓國駐日大使館
  - 民團
- 駐日大使館
- 马达加斯加駐日大使館
- 挪威駐日大使館
- 巴基斯坦駐日大使館
- 羅馬尼亞駐日大使館
- 俄羅斯駐日大使館（俄语：Посольство России в Японии）
- 斯洛伐克駐日大使館
- 烏克蘭駐日大使館（烏克蘭語：Посольство України в Японії）

## 知名人士
- 鈴木麻里子（小學畢業為止）
- 黛薇·蘇卡諾
- 南部陽一郎
- 西竹一
- 松本隆（日语：松本隆）
- 山口瞳（日语：山口瞳）
- 湯川秀樹
- 与謝野馨

## 以麻布為舞台之作品
- 美少女戰士
- 火星兵團（日语：火星兵団）
- Suntory Saturday Waiting Bar（日语：サントリー・サタデー・ウェイティング・バー）
- 《雨の西麻布》－隧道二人組的單曲
- Little Busters!－劇中「街」的背景
- 若大將系列
- AZABU－矢澤永吉（日语：矢沢永吉）的歌曲
- 麻布雜記－永井荷風的隨筆
- 十番雜記－岡本綺堂的隨筆
- 金魚撩亂－岡本加納子（日语：岡本かの子）的小說
- 霞町物語－淺田次郎的小說
- 鬼平犯科帳－池波正太郎的小說。麻布鼠坂、麻布暗闇坂、麻布一本松等
- 大正野球娘。

## 祭典
- 麻布十番納涼祭（日语：麻布十番納涼祭り）

## 連結
- 港區官方網站 （页面存档备份，存于）
- 麻布地區總合支所
- 麻布十番商店街
- 麻布十番未知案內 （页面存档备份，存于）
- 駐日外國公館列表 （页面存档备份，存于）
- 第３８興和大廈 （页面存档备份，存于）